# Albert Traub
Albert Traub (* 21. Dezember 1906 in Gruol; † 20. November 1977 in Sigmaringen) war ein deutscher katholischer Priester und Geistlicher Rat.
Nach dem frühen Tod seiner Eltern wuchs Traub in Inneringen bei einer Tante auf. In Sigmaringen absolvierte er das Gymnasium und studierte anschließend in Freiburg im Breisgau katholische Theologie. Zum Priester geweiht, wirkte Traub seit 1931 als Vikar in Sigmaringen, Achern, Hechingen, Wiesental und Mannheim. Von 1937 bis 1965 war er Pfarrer in Neufra; anschließend in Jungnau. Von 1962 bis 1973 war Traub der letzte Dekan des Kapitels Veringen. 1974 wurde er zum Geistlichen Rat ernannt.